# Gemma Acheampong
Gemma Acheampong (née le 13 février 1993 à Chicago) est une sprinteuse ghanéenne.

## Carrière
Elle remporte la médaille d'argent du relais 4 × 100 mètres aux Jeux africains de 2015 et aux Championnats d'Afrique de 2016 ainsi que la médaille de bronze du relais 4 × 100 mètres aux Championnats d'Afrique de 2014.